# Ambrosius Bosschaert
Ambrosius Bosschaert starszy (nid. Ambrosius Bosschaert de Oude, wym. /ɑmˈbrɔsjʏs bɔˈsçaːrt də ˈʌu̯də/) (ur. 18 stycznia 1573 w Antwerpii, zm. 1621 w Hadze) – flamandzki malarz martwych natur.

## Życiorys
Z pochodzenia był Flamandem urodzonym w Antwerpii. Ok. 1587 jego katolicka rodzina przeniosła się do Middelburga, przyczyną wyjazdu były obawy przed prześladowaniami ze strony protestantów. Ambrosius Bosschaert był członkiem gildii malarskiej w Middelburgu i piastował funkcję dziekana cechu. W 1614 wzmiankowano go w Amsterdamie, a następnie w Bergen op Zoom (1615–1616), Utrechcie (1616–1619) i Bredzie (1619).
Oprócz malarstwa artysta zajmował się też handlem dziełami sztuki, tłumaczy to jego częste zmiany miejsca zamieszkania. Zmarł w drodze do Hagi, gdzie miał przedstawić swój obraz Maurycemu Orańskiemu. Kontynuatorami jego twórczości byli trzej synowie Ambrosius młodszy (1609-1645), Abraham (1612–1635) i Johannes (ok. 1610–1650), oraz szwagier Balthasar van der Ast (1594–1657).

## Twórczość
Artysta specjalizował się w przedstawieniach kwiatów, malował bogate bukiety kwiatowe o starannej, symetrycznej kompozycji. Jego prace odznaczają się realizmem i drobiazgowością w przedstawieniu szczegółów. Malarz prezentował gatunki rodzime, jak i egzotyczne w tym czasie tulipany i cyklameny. Uzupełnieniem bukietów były starannie oddane naczynia i liczne wyobrażenia owadów, kropli wody, muszli i innych drobnych przedmiotów. W jednym wazonie często występują obok siebie kwiaty, które nigdy nie kwitną jednocześnie, co może świadczyć o tym, że malowane były z pamięci lub na podstawie istniejących szkiców.
Najbardziej znanym obrazem Bosschaerta jest Bukiet na tle sklepionego okna. Tytułowy bukiet umieszczony został w niewielkim oknie, za kwiatami widoczny jest fantastyczny, górski krajobraz, którego niepokój silnie kontrastuje ze spokojnym przedstawieniem bogatej kompozycji kwietnej. Zbigniew Herbert w eseju Tulipanów gorzki zapach nazwał tę kompozycję pogańską monstrancją kwiatów, zwracając uwagę na zapoczątkowaną przez Bosschaerta tulipanomanię w Niderladach.
Pomimo że Ambrosius Bosschaert pozostawił po sobie zaledwie ok. 50 prac, to jego twórczość miała duży wpływ na malarstwo niderlandzkie pierwszej połowy XVII wieku, zapoczątkował modę na motywy kwiatowe w sztuce i swoistą manię kwiatów, która jako zjawisko dotyczyła również gospodarki.

## Galeria

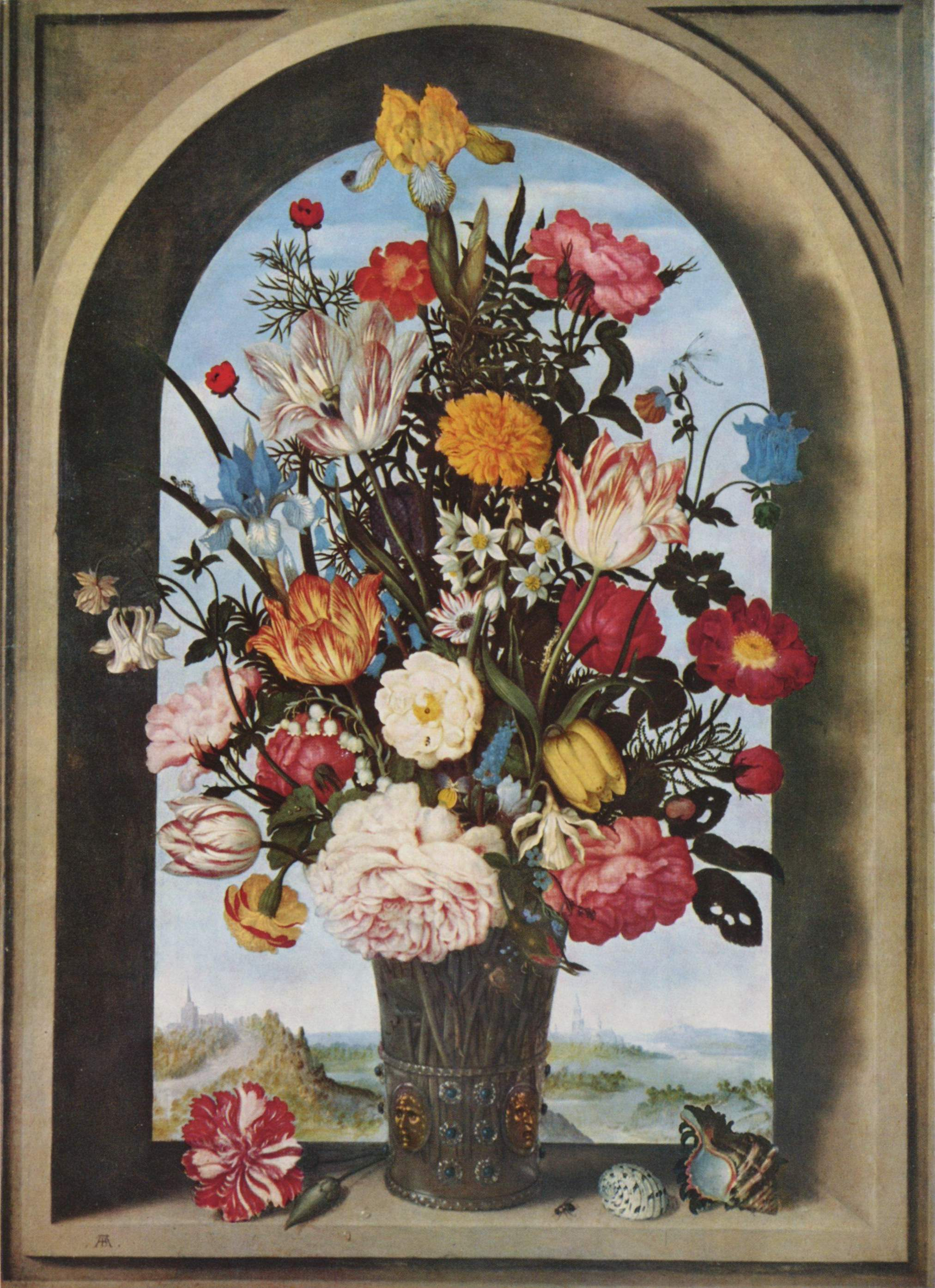
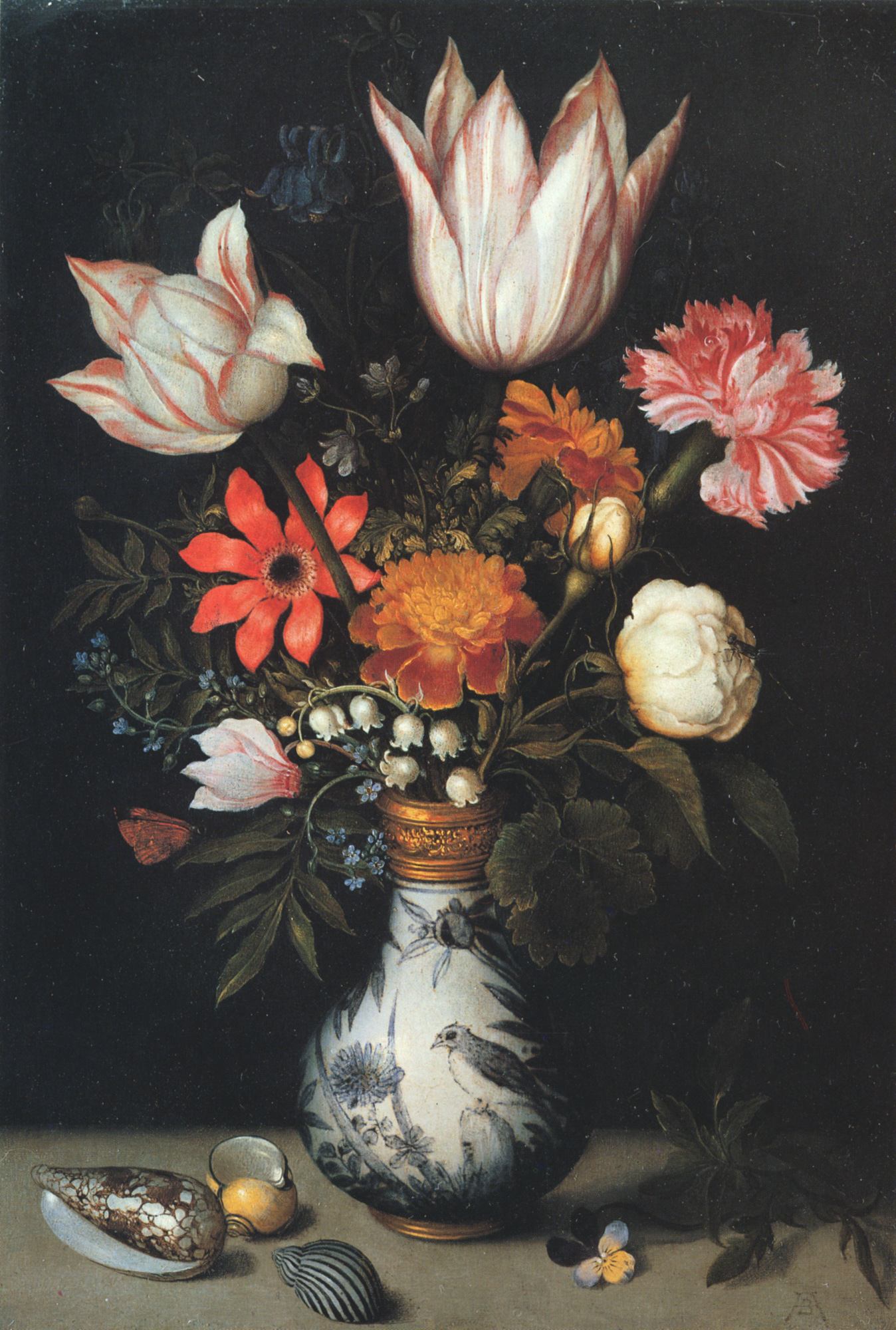
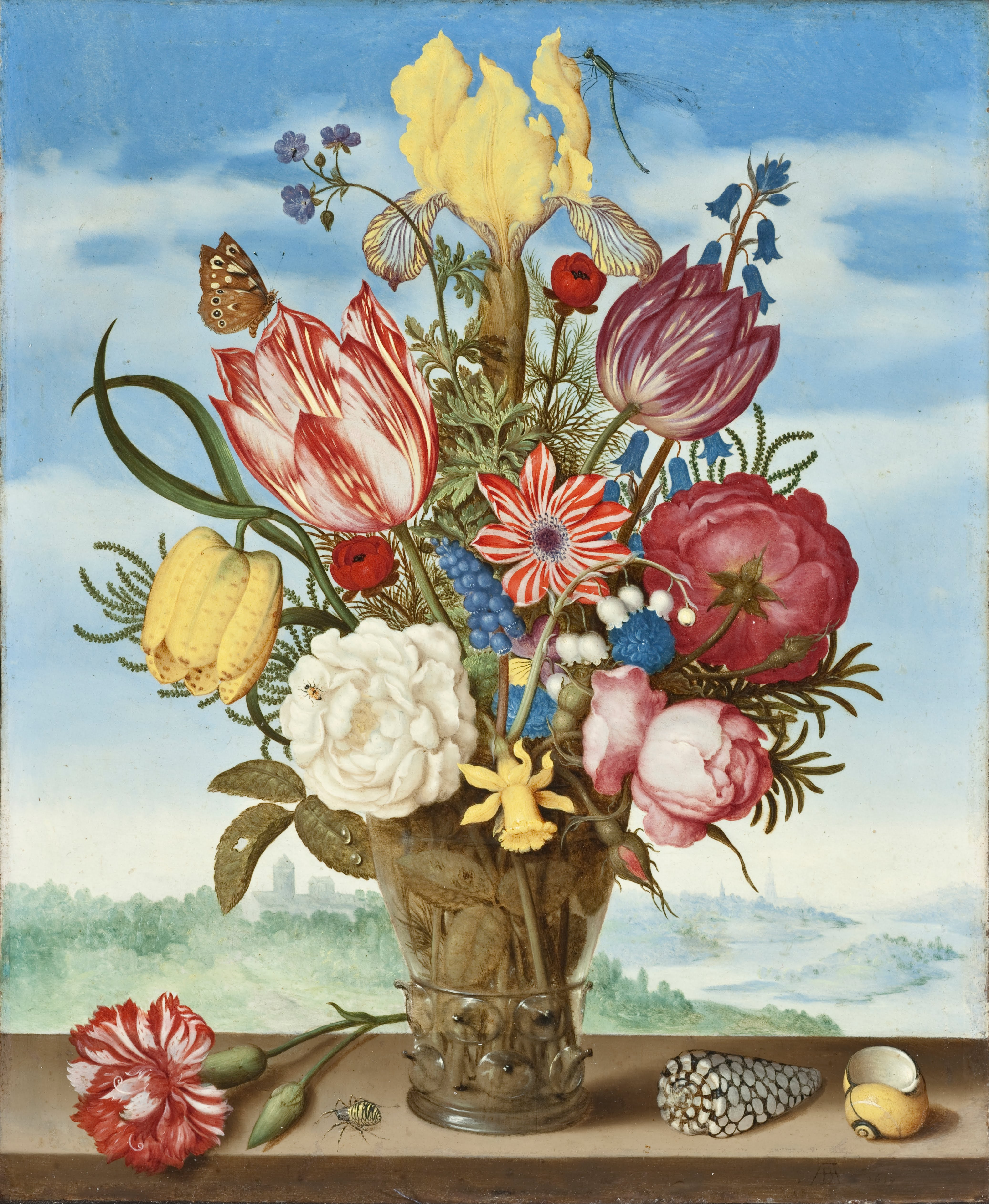
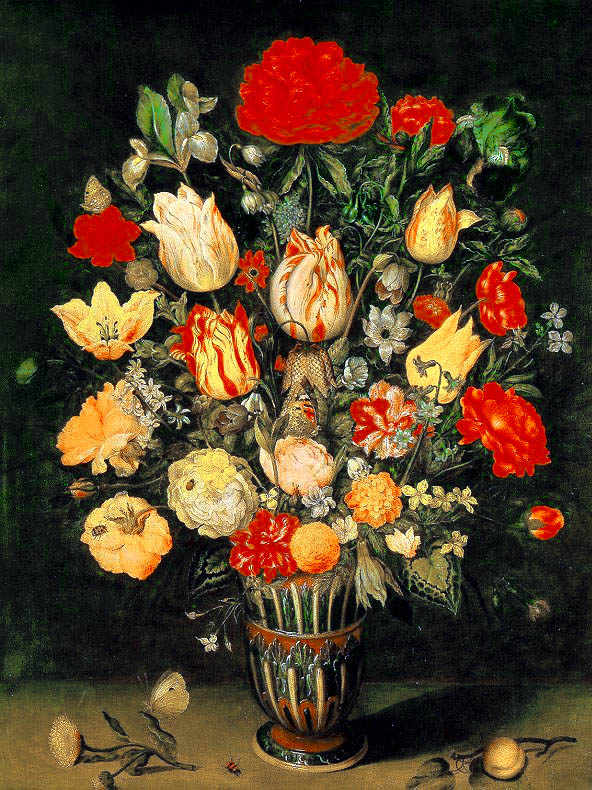
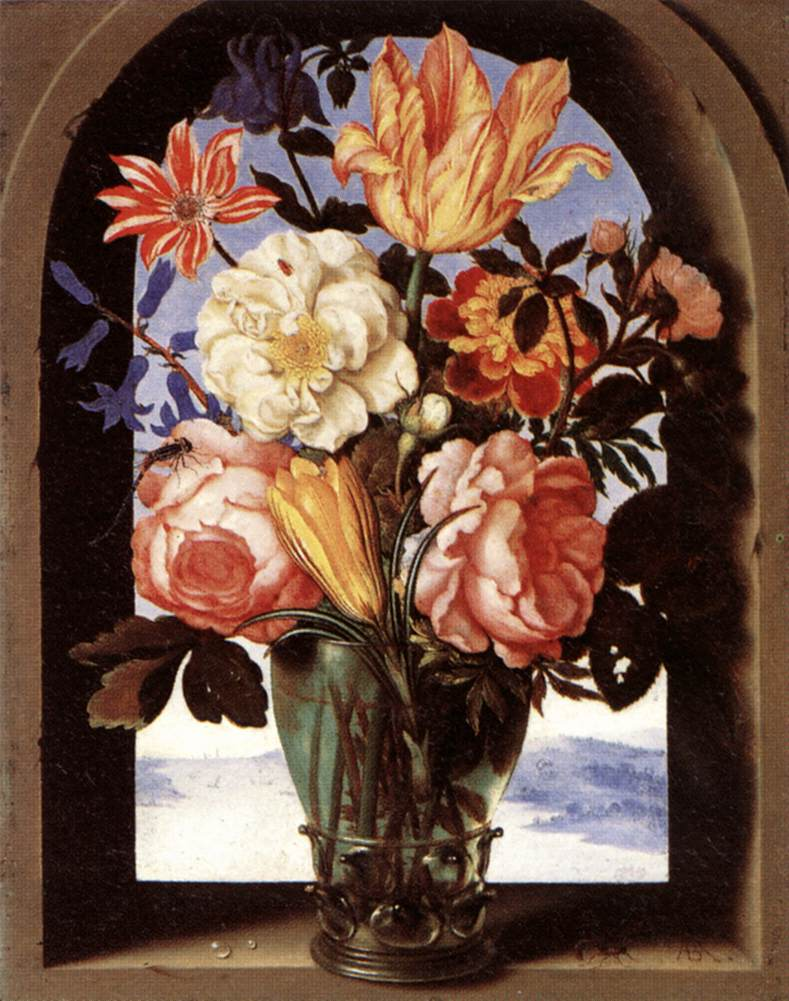
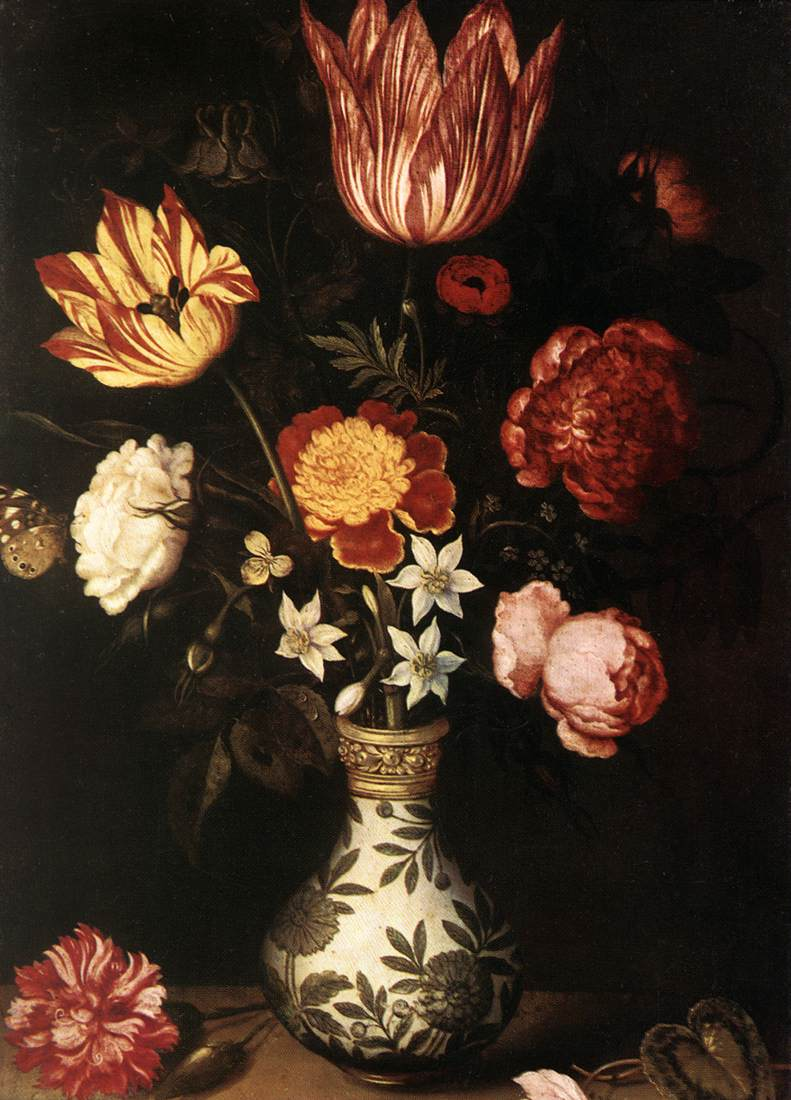